# روجر شنايدر
روجر شنايدر هو متزلج سريع سويسري، ولد في 22 مايو 1983 في زيورخ في سويسرا.

## وصلات خارجية
- روجر شنايدر على موقع SpeedSkatingBase.eu (الإنجليزية)
- روجر شنايدر على موقع SpeedSkatingNews.info (الإنجليزية)
- روجر شنايدر على موقع SpeedSkatingStats.com (الإنجليزية)
- روجر شنايدر على موقع Rollerstory.net
- روجر شنايدر على موقع اللجنة الأولمبية الدولية (الإنجليزية)
- روجر شنايدر على موقع أوليمبيديا (الإنجليزية)